# Prix d'Europe (course hippique)
Le Prix d'Europe (en italien Gran Premio unione Europea) est une course hippique italienne de trot attelé. Elle se dispute à la fin du mois de juin. Elle se déroulait sur l'hippodrome de San Siro à Milan jusqu'en 2012, puis successivement à Turin (2013), Rome (Capannelle, 2014), Milan (La Maura, 2015, 2016), Modène (2017), Naples (Agnano, 2018) et à nouveau Modène (depuis 2019).
C'est une course européenne de Groupe I réservée aux chevaux de 4 ans, hongres exclus.
Elle se court sur la distance de 2 080 mètres, départ à l'autostart, et est dotée, en 2025, de 154 000 €.

## Palmarès
| Année | Vainqueur        | Pays       | Père              | Driver                 | Réd.km |
| ----- | ---------------- | ---------- | ----------------- | ---------------------- | ------ |
| 2025  | First of Mine    | Italie     | Face Time Bourbon | Alessandro Gocciadoro  | 1'11"6 |
| 2024  | Executiv Ek      | Italie     | Face Time Bourbon | Andrea Guzzinati       | 1'12"2 |
| 2023  | Diamond Truppo   | Italie     | Varenne           | Antonio Simioli        | 1'12"9 |
| 2022  | Carlomagno d’Esi | Italie     | Love You          | Andrea Farolfi         | 1'13"2 |
| 2021  | Blackflash Bar   | Italie     | Oropuo Ga         | Santo Mollo            | 1'13"4 |
| 2020  | Alrajah One      | Italie     | Maharajah         | Örjan Kihlström        | 1'12"8 |
| 2019  | Zacon Gio        | Italie     | Ruty Grif         | Roberto Vecchione      | 1'11"2 |
| 2018  | Vitruvio         | Italie     | Adrian Chip       | Alessandro Gocciadoro  | 1'11"7 |
| 2017  | Urlo dei Venti   | Italie     | Mago d'Amore      | Enrico Bellei          | 1'12"5 |
| 2016  | Timone Ek        | Italie     | Mr Vic            | Björn Goop             | 1'11"3 |
| 2015  | Brillantissime   | France     | Ready Cash        | Pierre Vercruysse      | 1'13"4 |
| 2014  | Radiofreccia Fi  | Italie     | Ganymède          | Federico Esposito      | 1'13"2 |
| 2013  | Princess Grif    | Italie     | Varenne           | Roberto Andreghetti    | 1'14"3 |
| 2012  | Owen Cr          | Italie     | Cantab Hall       | Pietro Gubellini       | 1'12"4 |
| 2011  | Negresco Milar   | Italie     | CC's Chuckie T    | Marco Guzzinati        | 1'12"7 |
| 2010  | Mago d'Amore     | Italie     | Lemon Dra         | Pietro Gubellini       | 1'11"8 |
| 2009  | Lisa America     | Italie     | Varenne           | Andrea Guzzinati       | 1'11"1 |
| 2008  | Igor Font        | Italie     | Andover Hall      | Jean-Michel Bazire     | 1'12"  |
| 2007  | Express Merett   | Suède      | Express It        | Pekka Korpi            | 1'13"4 |
| 2006  | Frisky Bieffe    | Italie     | Indro Park        | Pietro Gubellini       | 1'14"  |
| 2005  | Echo' dei Veltri | Italie     | Waikiki Beach     | Enrico Bellei          | 1'13"5 |
| 2004  | Daguet Rapide    | Italie     | Pine Chip         | Pietro Gubellini       | 1'13"4 |
| 2003  | Lets Go          | Allemagne  | Aristote          | Pietro Gubellini       | 1'14"3 |
| 2002  | Kaisy Dream      | France     | Extreme Dream     | Jos Verbeeck           | 1'13"7 |
| 2001  | Air Force Blue   | Italie     | Lurabo Blue       | Andrea Guzzinati       | 1'14"3 |
| 2000  | Zucchero Om      | Italie     | Baltic Speed      | Pasquale Esposito Jr   | 1'13"2 |
| 1999  | Varenne          | Italie     | Waikiki Beach     | Giampaolo Minnucci     | 1'13"4 |
| 1998  | Uronometro       | Italie     | Lemon Dra         | Enrico Bellei          | 1'13"8 |
| 1997  | Kramer Boy       | États-Unis | Sugarcane Hanover | Johnny Takter          | 1'13"3 |
| 1996  | Snappy Trio      | Italie     | Indro Park        | Heikki Korpi           | 1'14"2 |
| 1995  | Mr Lavec         | États-Unis | Speedy Somolli    | Jimmy Takter           | 1'14"2 |
| 1994  | Coktail Jet      | France     | Quouky Williams   | Jean-Étienne Dubois    | 1'14"6 |
| 1993  | Bahama           | France     | Quito de Talonay  | Jean-Pierre Dubois     | 1'15"7 |
| 1992  | Narisso          | Italie     | Sharif di Iesolo  | Edoardo Gubellini      | 1'16"1 |
| 1991  | Majer Art        | Italie     | Contingent Fee    | Salvadore Matarazzo Jr | 1'15"7 |
| 1990  | Lisa's Boy       | Allemagne  | Abido             | Heinz Wewering         | 1'14"3 |
| 1989  | Indro Park       | Italie     | Sharif di Iesolo  | Lorenzo Baldi          | 1'16"8 |
| 1988  | Brendy           | Allemagne  | Impish Pride      | Willi Rode             | 1'15"4 |
| 1987  | Rainbow Runner   | France     | Fakir du Vivier   | Jean-Pierre Dubois     | 1'15"7 |
| 1986  | Indus            | Danemark   | Linus T           | Lars Lindberg          | 1'15"2 |
| 1985  | Passionnant      | France     | Florestan         | Michel Roussel         | 1'15"5 |
| 1984  | Lass Quick       | Suède      | Quick Pay         | Olle Goop              | 1'16"4 |
| 1983  | Evita Broline    | Suède      | Nevele Pride      | Håkan Wallner          | 1'17"2 |
| 1982  | Argo Ve          | Italie     | Sharif di Iesolo  | Siviero Milani         | 1'18"6 |
| 1981  | Gendarme         | Italie     | Short Stop        | William Casoli         | 1'17"8 |
| 1980  | Mustard          | Suède      | Tibur             | Sören Nordin           | 1'16"9 |
| 1979  | Jean             | France     | Vimont            | Francois Louiche       | 1'16"9 |
| 1978  | Doringo          | Italie     | Gallant Man       | Giancarlo Baldi        | 1'18"1 |
| 1977  | Hadol du Vivier  | France     | Mitsouko          | Jean-René Gougeon      | 1'15"5 |
| 1976  | Scellino         | Italie     | Pro Hanover       | Nello Bellei           | 1'17"4 |
| 1975  | Fakir du Vivier  | France     | Sabi Pas          | Michel-Marcel Gougeon  | 1'16"9 |
| 1974  | Équiléo          | France     | Paléo             | Mario Rivara           | 1'17"2 |
| 1973  | Dosson           | Italie     | Scotch Thistle    | Giancarlo Baldi        | 1'18"4 |
| 1972  | Cotentin         | France     | Paléo             | Jean-René Gougeon      | 1'18"4 |
| 1971  | Tedo             | Italie     | Hit Song          | William Casoli         | 1'17"4 |
| 1970  | Vatson           | Italie     | Double Scotch     | Giuseppe Nogara        | 1'19"4 |
| 1969  | Vat              | France     | Mario             | Jean Riaud             | 1'19"2 |
| 1968  | Une de Mai       | France     | Kerjacques        | Jean-René Gougeon      | 1'18"3 |
| 1967  | Pinedo           | Italie     | Buckeye Demon     | William Casoli         | 1'19"6 |
| 1966  | Cinquale         | Italie     | Oriolo            | Edoardo Gubellini      | 1'21"4 |
| 1965  | Navazzo          | Italie     | Doctor Spencer    | William Casoli         | 1'20"8 |
| 1964  | Steno            | Italie     | Oriolo            | Nello Bellei           | 1'20"4 |
| 1963  | Pluvier III      | France     | Hermès D          | Gerhard Krüger         | 1'20"  |
| 1962  | Alfredo          | Italie     | Mighty Ned        | William Casoli         | 1'19"3 |
| 1961  | Nautilus G       | France     | Dubonnet          | Maurice Sagot          | 1'19"2 |
| 1960  | Murier           | Italie     | Reyland           | Sergio Brighenti       | 1'21"2 |
| 1959  | Lord Major       | Italie     | Caproni           | R. Ossani              | 1'21"  |
| 1958  | Diaspro          | Italie     | Grand Parade      | William Casoli         | 1'21"2 |
| 1957  | Jariolain        | Italie     | Carioca II        | Orlando Zamboni        | 1'19"9 |
| 1956  | Checco Pra       | Italie     | Mighty Ned        | Vivaldo Baldi          | 1'22"  |